# کلارک استون (جورجیا)
کلارک استون، جورجیا (به انگلیسی: Clarkston, Georgia) یک شهر در ایالات متحده آمریکا با جمعیت ۷٬۵۵۴ نفر است که در شهرستان دیکلب، جورجیا واقع شده‌است.